# Пушкарская слобода
Пушкарская слобода — одна из московских слобод. Существовала в Москве до XVIII века в пределах современного Мещанского района. Точное время появления слободы неизвестно.
Пушкарская слобода, занимавшая довольно значительную территорию, располагалась по соседству со слободой печатников на месте современного Пушкарева переулка. Населяли её пушкари — артиллерийские мастера и прислуга орудий. Появление пушек на Руси и специальности пушкарей датируется концом XIV столетия. Впервые в летописях применение огнестрельного оружия на Руси зафиксировано под 1382 годом, когда жители Москвы использовали пищали, защищая город от орд Тохтамыша.
Населявшие слободу пушкари несли службу пожизненно. Как правило, должность переходила от отца к сыну. Пушкарями, особенно вначале, были вольные люди из всех сословий. За свою службу они получали хлебное жалование. В слободе в мирное время пушкари занимались торговлей и ремеслами, содержали постоялые дворы. В 1638 году Пушкарская слобода насчитывала 374 двора. Её центром была церковь во имя Сергия Радонежского, «что в Пушкарях». В упоминании в документах, датируемом 1625 годом, она значится деревянной. В 1653 году её начали перестраивать в камне, работы были завершены только в 1689 году. Также в слободе был и другой храм — во имя Спаса Преображения, построенный в камне к 1683 году. Артиллеристы продолжали жить здесь и в XVIII веке пока слобода не стала частью Москвы.